# Sertung
Sertung (nep. सेर्तुङ) – gaun wikas samiti w środkowej części Nepalu w strefie Bagmati w dystrykcie Dhading. Według nepalskiego spisu powszechnego z 2001 roku liczył on 789 gospodarstw domowych i 3907 mieszkańców (2170 kobiet i 1737 mężczyzn).